# Benito Juárez (kommun), Tlaxcala
Benito Juárez är en kommun i Mexiko.   Den ligger i delstaten Tlaxcala, i den sydöstra delen av landet, 80 km öster om huvudstaden Mexico City. Antalet invånare är 5 687. Arean är 25,7 kvadratkilometer.
Terrängen i Benito Juárez är huvudsakligen platt, men söderut är den kuperad.